# Money for Nothing (album)
Money for Nothing je kompilační album s největšími hity kapely Dire Straits vydané 17. října 1988. V britské hitparádě UK Albums Chart se deska dostala na první pozici. Podobně bodovalo i ve francouzské Syndicat National de l'Édition Phonographique a švýcarské Schweizer Hitparade. Bylo prodáno 14 milionů kopií po celém světě, čímž se stala jedním z nejvíce prodávaných kompilačních alb všech dob.
V roce 1998 byla tato kompilace vyměněna za novou Sultans of Swing: The Very Best of Dire Straits.

## Seznam skladeb
Všechny skladby napsal Mark Knopfler, výjimky jsou popsány. Japonská edice obsahuje navíc skladbu „Solid Rock“, umístěnou mezi „Romeo and Juliet“ a „Where Do You Think You're Going“. Vinylové vydání vynechává píseň „Telegraph Road,“ a má jiné pořadí skladeb.
1. „Sultans of Swing“ – 5:46
2. „Down to the Waterline“ – 4:01
  - Skladby otevírající album Dire Straits.
3. „Portobello Belle“ (Live) – 4:33
  - Z alba Communiqué. Nahrávka převzata z Alchemy: Dire Straits Live.
4. „Twisting by the Pool“ (Remix) – 3:30
  - Dříve vydáno jako single & EP.
5. „Tunnel of Love“ (Intro Richard Rodgers/Oscar Hammerstein II) – 8:10
6. „Romeo and Juliet“ – 5:56
  - Z alba Making Movies.
7. „Where Do You Think You're Going?“ – 3:30
  - Dříve nevydaný mix. Originální verze pochází z alba Communiqué.
8. „Walk of Life“ – 4:08
  - Z alba Brothers in Arms.
9. „Private Investigations“ (zkrácená verze) – 5:50
  - Plná verze pochází z alba Love Over Gold.
10. „Telegraph Road“ (remix živých nahrávek) – 11:59
  - Dříve nevydaný remix. Originální živá verze pochází z alba Alchemy: Dire Straits Live, studiová z alba Love Over Gold.
11. „Money for Nothing“ (Mark Knopfler, Sting) – 4:06
12. „Brothers in Arms“ – 4:49
  - Z alba Brothers in Arms.